# シムルグ (ロケット)
シモルグまたはシムルグ (ペルシア語: سیمرغ スィーモルグ、英語: Simorgh) はイラン宇宙庁 (IAO) が開発している小型衛星打ち上げ用使い捨て型ロケット (ELV) である。「スィーモルグ」は、ペルシア神話に出てくる不死鳥シムルグのこと。

## 概要
2010年2月3日に、イラン初の人工衛星オミードの打ち上げ後1周年を記念する式典において新型の国産人工衛星3機とともに公表された。2012年8月イラン航空宇宙機関のファーゼリー長官が、2013年3月に打ち上げ予定であることを明らかにしたが、打ち上げは遅れた。最終的には2016年4月に衛星軌道に載らない弾道飛行に成功したものの、2020年2月の4回目の打ち上げ時点で衛星軌道への投入には成功していない。

## 構成・諸元
第1段に4基の主エンジンをクラスター化した全長27m全備質量77tの多段式ロケットである。この第1段主エンジンは、サフィールの第1段エンジンと同じものであり、北朝鮮のノドンのエンジンを改良したものであると見られており、銀河2号や銀河3号と同様の構成になると推測されている。第1段には主エンジンの他にバーニアが備えられており、これにより誘導制御が行われる。
公式には高度500kmの低軌道に100kgの打ち上げ能力をもつとされているが、打ち上げ能力は約60kgであるという報道もある。
また、将来的には同様の第1段エンジンを用いて高度1,000kmの軌道に700kgの衛星を投入することも可能であるとされている。

## 打ち上げ実績
| No   | 日時 (UTC)         | 積荷                   | 形式    | 成否 | 備考                 |
| ---- | ------------------ | ---------------------- | ------- | ---- | -------------------- |
| 1    | 2016年4月19日      | （なし）               | Simorgh | 成功 | 弾道飛行試験         |
| 2    | 2017年7月27日      | （なし）               | Simorgh | 失敗 | —                    |
| 3    | 2019年1月15日      | Payam (旧称"AUT-SAT")  | Simorgh | 失敗 | —                    |
| 4    | 2020年2月9日 15:45 | Zafar-1                | Simorgh | 失敗 | —                    |
| 5(?) | 2021年6月12日      |                        | Simorgh | 失敗 | 打上の有無が議論中   |
| 6    | 2021年12月30日     | 3基の研究機器          | Simorgh | 失敗 | —                    |
| 7    | 2024年1月28日      | Mahda Keyhan-2 Hatef-1 |         | 成功 | 初めての軌道投入成功 |